# Ludwika Jaworzyńska
Ludwika Jaworzyńska, z domu Filipek (ur. 15 sierpnia 1884 w Krakowie, zm. 2 lutego 1976 tamże) – śpiewaczka operowa (sopran dramatyczny).

## Życiorys
Córka Jakuba i Józefy Filipków, żona Józefa Jaworzyńskiego. W latach 1906–1908 studiowała w Konserwatorium Towarzystwa Muzycznego w Krakowie u Mieczysława Horbowskiego, a następnie w Wiedniu. W latach 1915–1923 występowała w Operze Krakowskiego Towarzystwa Operowego i Teatrze Miejskim: Operze i Operetce w Krakowie, m.in. w rolach Halki (Halka Stanisława Moniuszki), Santuzzy (Pajace Ruggiera Leoncavalla, premiera 17 lipca 1919), Wdowy (Dola Bolesława Wallka-Walewskiego, prapremiera: 14 sierpnia 1919), Czarownicy (Jaś i Małgosia Engelberta Humperdincka, premiera: 7 września 1921), Toski (Tosca Giacoma Pucciniego, premiera 9 listopada 1921), Racheli (Żydówka Jacques'a Halévy’ego, premiera: 1 kwietnia 1922), Myrtocle (Zamarłe oczy Eugene d’Alberta, premiera 7 sierpnia 1922), Cześnikowej (Straszny dwór Stanisława Moniuszki, premiera 12 września 1922), Marty (Niziny Eugena d’Alberta, premiera 1 lutego 1923). Następnie występowała w Operze Katowickiej (1924-1930) i Krakowskiej (1931-1932) oraz gościnnie w Warszawskiej i Poznańskiej. 
Od 1920 występowała również z krakowskim Towarzystwem Śpiewaczym „Echo”, od którego podczas jubileuszu 50-lecia jego istnienia otrzymała jego najwyższe odznaczenie, oraz z Chórem Akademickim Uniwersytetu Jagiellońskiego. Brała także udział w różnych występach okolicznościowych, a od 1926 r. współpracowała w krakowską rozgłośnią Polskiego Radia. Występowała do 1932 r.